# Augustyn Aleksander Łodziata
Augustyn Aleksander Łodziata herbu Wadwicz (ur. 1655, zm. 1691) – duchowny unicki (greckokatolicki). 
Absolwent Kolegium Greckiego św. Atanazego w Rzymie (1676-1683), doktor filozofii. W latach 1685–1687 biskup koadiutor eparchii chełmskiej, od 1687 r. pełnoprawny ordynariusz.